# Wim van Spingelen
Willem van Spingelen, detto Wim (Utrecht, 19 febbraio 1938), è un ex pallanuotista olandese.

## Biografia
Ha partecipato, come membro dei Paesi Bassi, alle Olimpiadi di Tokyo 1964, partecipando al torneo di pallanuoto.